# Carl Wilhelm Oseen
Carl Wilhelm Oseen (* 1879 in Lund; † 1944 in Uppsala) war ein schwedischer theoretischer Physiker in Uppsala und Direktor des Nobel-Instituts für Theoretische Physik in Stockholm.

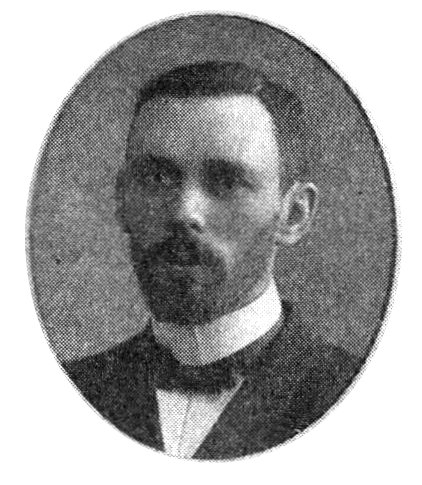
C. W. Oseen (1909)

## Leben
Oseen studierte ab 1896 an der Universität Lund, wo er 1900 das Lizenziat ablegte. Er studierte außerdem in Göttingen. 1902 wurde er Dozent für Mathematik und schließlich zwischen 1904 und 1906, sowie 1907 und 1910 stellvertretender Professor für Mathematik. Von 1909 bis 1933 war Oseen Professor für Mechanik und Mathematische Physik an der Universität Uppsala. 1921 wurde er Mitglied der Königlich Schwedischen Akademie der Wissenschaften sowie 1933 Vorstand dessen Nobelinstitutes, das vorher unter Svante Arrhenius seinen Schwerpunkt in physikalischer Chemie hatte und sich mit Oseen auf theoretische Physik ausrichtete. 1924 wurde er korrespondierendes Mitglied der Bayerischen Akademie der Wissenschaften.
Er formulierte die Grundzüge der Elastizitätstheorie flüssiger Kristalle (Oseensche Elastizitätstheorie). 1921 schlug er Albert Einstein für den Nobelpreis vor. Er war einer der ersten schwedischen Physiker, die die Atomtheorie von Niels Bohr akzeptierten und begleitete diesen wie Oskar Klein auf Bohrs Vorlesungsreise 1922 nach Göttingen.
Ein Resultat aus Oseens Werk sind die Oseen-Gleichungen aus der Strömungsmechanik. Diese sind eine linearisierte Version der stationären inkompressiblen Navier-Stokes-Gleichungen.
1936 hielt er einen Plenarvortrag auf dem Internationalen Mathematikerkongress in Oslo (Probleme der geometrischen Optik).
Als Vorstand des Nobelkomitees war er theoretischen Arbeiten über das Atom abgeneigt, was wesentlich dazu beitrug, das Arnold Sommerfeld trotz vieler Nominierungen nie den Preis erhielt und dessen Schüler Werner Heisenberg relativ lange darauf warten musste.